# Sergio Pérez
Sergio »Checo« Pérez Mendoza, mehiški dirkač Formule 1, * 26. januar 1990, Guadalajara, Jalisco, Mehika. 
Pérez je v sezoni 2011 debitiral v Formuli 1, v moštvu Sauber, kot peti mehiški dirkač in prvi po Héctorju Rebaqueju, ki se je upokojil po sezoni 1981. Prva uvrstitev med dobitnike točk mu je uspela z devetim mestom na peti dirki sezone za Veliko nagrado Španije, najboljši rezultat sezone pa je dosegel na dirki za Veliko nagrado Velike Britanije, kjer je bil sedmi. Skupno je osvojil štirinajst točk in zasedel šestnajsto mesto v prvenstvu. V sezoni 2012 je osvojil tri uvrstitve na stopničke, en najhitrejši krog in deseto mesto v dirkaškem prvenstvu s 66-imi točkami.
Sezona 2020 je bila zanj najuspešnejša, saj je prvič v karieri zmagal na Veliki nagradi Sakhirja, na Veliki nagradi Turčije pa je bil 2. Prvenstvo je zaključil na 4. mestu s 125 točkami. 
Pred sezono 2021 se je pridružil moštvu Red Bull Racing, kjer je postal ekipni kolega Maxa Verstappna. Na šesti dirki sezone za Veliko nagrado Azerbajdžana je dosegel svojo prvo zmago pri avstrijskem moštvu, edino v tej sezoni. V sezoni 2022 je nadaljeval dirkati pri Red Bullu ter je z moštvom dosegel zmagi na Velikih nagradah Monaka in Singapurja.

## Rezultati Formule 1
(legenda) (odebeljene dirke pomenijo najboljši štartni položaj, poševne pa najhitrejši krog, †-uvrščen kljub odstopu)
| Leto | Moštvo                           | Šasija             | Motor                           | 1       | 2       | 3      | 4      | 5       | 6       | 7       | 8       | 9       | 10      | 11      | 12      | 13      | 14     | 15      | 16     | 17      | 18     | 19      | 20      | 21    | Prv | Toč |
| ---- | -------------------------------- | ------------------ | ------------------------------- | ------- | ------- | ------ | ------ | ------- | ------- | ------- | ------- | ------- | ------- | ------- | ------- | ------- | ------ | ------- | ------ | ------- | ------ | ------- | ------- | ----- | --- | --- |
| 2011 | Sauber F1 Team                   | Sauber C30         | Ferrari 056 2.4 V8              | AVS DSQ | MAL Ret | KIT 17 | TUR 14 | ŠPA 9   | MON DNS | KAN PO  | EU 11   | VB 7    | NEM 11  | MAD 15  | BEL Ret | ITA Ret | SIN 10 | JAP 8   | KOR 16 | IND 10  | ABU 11 | BRA 13  |         |       | 16. | 14  |
| 2012 | Sauber F1 Team                   | Sauber C31         | Ferrari 056 2.4 V8              | AVS 8   | MAL 2   | KIT 11 | BAH 11 | ŠPA Ret | MON 11  | KAN 3   | EU 9    | VB Ret  | NEM 6   | MAD 14  | BEL Ret | ITA 2   | SIN 10 | JAP Ret | KOR 11 | IND Ret | ABU 15 | ZDA 11  | BRA Ret |       | 10. | 66  |
| 2013 | Vodafone McLaren Mercedes        | McLaren MP4-28     | Mercedes FO 108Z 2.4 V8         | AVS 11  | MAL 9   | KIT 11 | BAH 6  | ŠPA 9   | MON 16† | KAN 11  | VB 20†  | NEM 8   | MAD 9   | BEL 11  | ITA 12  | SIN 8   | KOR 10 | JAP 15  | IND 5  | ABU 9   | ZDA 7  | BRA 6   |         |       | 11. | 49  |
| 2014 | Sahara Force India F1 Team       | Force India VJM07  | Mercedes PU106A Hybrid 1.6 V6 t | AVS 10  | MAL DNS | BAH 3  | KIT 9  | ŠPA 9   | MON Ret | KAN 11† | AVT 6   | VB 11   | NEM 10  | MAD Ret | BEL 8   | ITA 7   | SIN 7  | JAP 10  | RUS 10 | ZDA Ret | BRA 15 | ABU 7   |         |       | 10. | 59  |
| 2015 | Sahara Force India F1 Team       | Force India VJM08  | Mercedes PU106B Hybrid 1.6 V6 t | AVS 10  | MAL 13  | KIT 11 | BAH 8  | ŠPA 13  | MON 7   | KAN 11  | AVT 9   |         |         |         |         |         |        |         |        |         |        |         |         |       | 9.  | 78  |
| 2015 | Sahara Force India F1 Team       | Force India VJM08B | Mercedes PU106B Hybrid 1.6 V6 t |         |         |        |        |         |         |         |         | VB 9    | MAD Ret | BEL 5   | ITA 6   | SIN 7   | JAP 12 | RUS 3   | ZDA 5  | MEH 8   | BRA 12 | ABU 5   |         |       | 9.  | 78  |
| 2016 | Sahara Force India F1 Team       | Force India VJM09  | Mercedes PU106C Hybrid 1.6 V6 t | AVS 13  | BAH 16  | KIT 11 | RUS 9  | ŠPA 7   | MON 3   | KAN 10  | EU 3    | AVT 17† | VB 6    | MAD 11  | NEM 10  | BEL 5   | ITA 8  | SIN 8   | MAL 6  | JAP 7   | ZDA 8  | MEH 10  | BRA 4   | ABU 8 | 7.  | 101 |
| 2017 | Sahara Force India F1 Team       | Force India VJM10  | Mercedes M08 EQ Power+ 1.6 V6 t | AVS 7   | KIT 9   | BAH 7  | RUS 6  | ŠPA 4   | MON 13  | KAN 5   | AZE Ret | AVT 7   | VB 9    | MAD 8   | BEL 17† | ITA 9   | SIN 5  | MAL 6   | JAP 7  | ZDA 8   | MEH 7  | BRA 9   | ABU 7   |       | 7.  | 100 |
| 2018 | Sahara Force India F1 Team       | Force India VJM11  | Mercedes M09 EQ Power+ 1.6 V6 t | AVS 11  | BAH 16  | KIT 12 | AZE 3  | ŠPA 9   | MON 12  | KAN 14  | FRA Ret | AVT 7   | VB 10   | NEM 7   | MAD 14  |         |        |         |        |         |        |         |         |       | 8.  | 62  |
| 2018 | Racing Point Force India F1 Team | Force India VJM11  | Mercedes M09 EQ Power+ 1.6 V6 t |         |         |        |        |         |         |         |         |         |         |         |         | BEL 5   | ITA 7  | SIN 16  | RUS 10 | JAP 7   | ZDA 8  | MEH Ret | BRA 10  | ABU 8 | 8.  | 62  |
| 2019 | SportPesa Racing Point F1 Team   | Racing Point RP19  | Mercedes M10 EQ Power+ 1.6 V6 t | AVS 13  | BAH 10  | KIT 8  | AZE 6  | ŠPA 15  | MON 12  | KAN 12  | FRA 12  | AVT 11  | VB 17   | NEM Ret | MAD 11  | BEL 6   | ITA 7  | SIN Ret | RUS 7  | JAP 8   | MEH 7  | ZDA 10  | BRA 9   | ABU 7 | 10. | 52  |